# Damian Lisiecki
Damian Lisiecki (ur. 22 września 1975 w Szamocinie) – polski siatkarz, czterokrotny mistrz Polski w siatkówce plażowej.

## Kariera sportowa
Czterokrotnie zdobywał mistrzostwo Polski (2002 i 2003 - z Danielem Plińskim, 2005 - z Krzysztofem Hajbowiczem, 2008 - z Dominikiem Witczakiem).
Występował też w rozgrywkach siatkówki halowej, m.in. w sezonie 2004/2005 w ekstraklasie, w barwach Górnika Radlin, a następnie w AZS UAM Poznań, w którym w latach 2009 - marzec 2017 był grającym trenerem.